# Eddie Money
Eddie Money, vlastním jménem Edward Joseph Mahoney (21. března 1949 – 13. září 2019), byl americký zpěvák. Pocházel z irské katolické rodiny. Před zahájením kariéry v hudebním průmyslu působil ve sboru Newyorské policie. V roce 1968 se odstěhoval do Kalifornie. Své první album vydal v roce 1977. Do své smrti jich vydal dalších jedenáct, přičemž to poslední, nazvané Brand New Day, vyšlo dva měsíce před jeho smrtí. V srpnu 2019 oznámil, že mu byla diagnostikována rakovina jícnu. Nemoci podlehl o necelý měsíc později ve věku 70 let.